# Johanna Konta

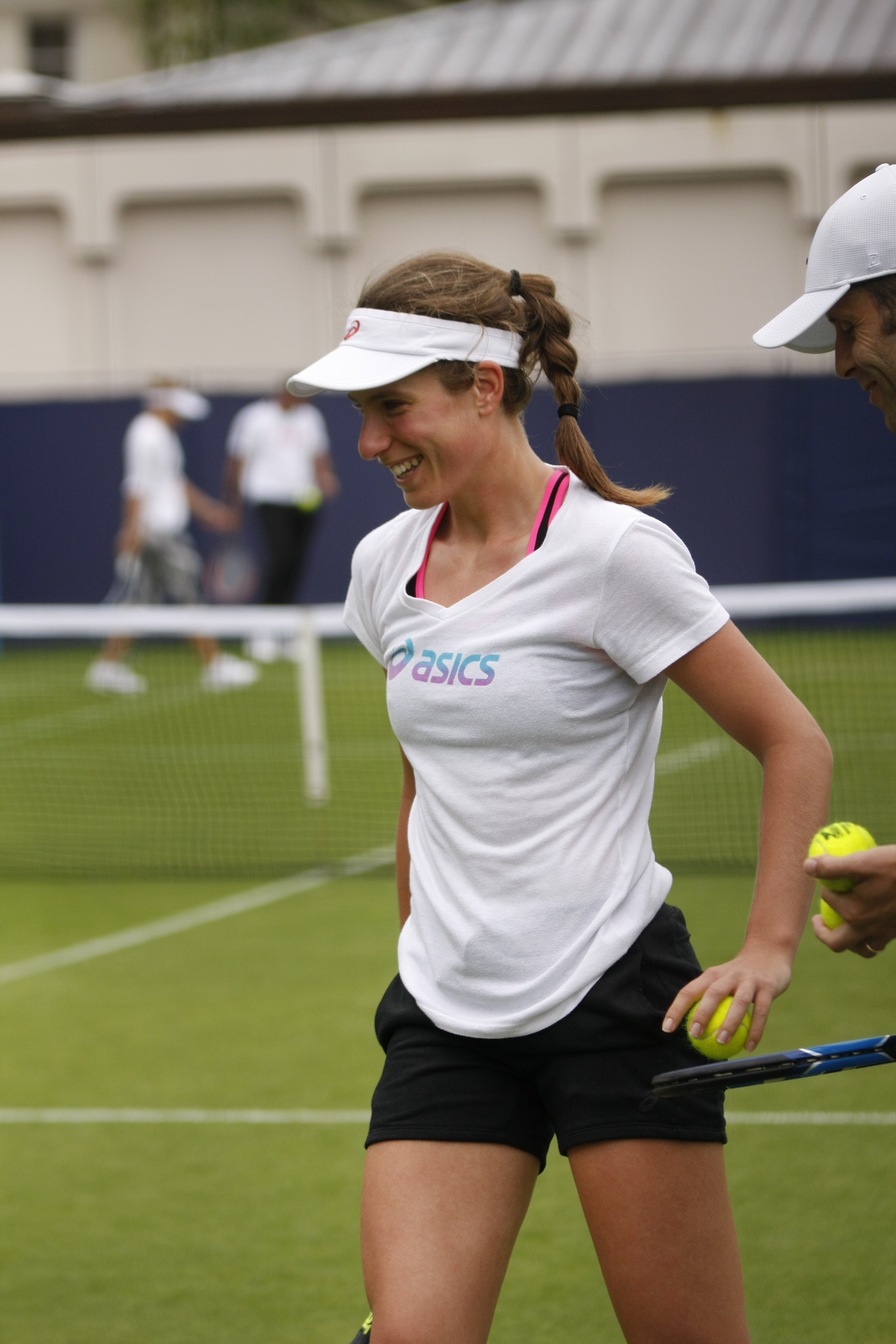
Konta la antrenament

Johanna Konta (n. 17 mai 1991, Sydney, Noul Wales de Sud, Australia) este o jucătoare de tenis profesionistă care a reprezentat Australia până în 2012. Ea a câștigat de-a lungul carierei 3 titluri WTA și în prezent ocupă locul 38 mondial.